# Ephysteris brachyptera
Ephysteris brachyptera is een vlinder uit de familie tastermotten (Gelechiidae). De wetenschappelijke naam is voor het eerst geldig gepubliceerd in 1998 door Karsholt & Sattler.
De soort komt voor in Europa.